# Ађна
Ађна (санск. आज्ञा, превод „седиште заповести”), чакра трећег ока или гуру чакра је шеста основна чакра према традицији хиндуистичког тантризма. Симболично је приказана као модроплави лотос са две латице. Сматра се да је положај ове чакре у телу је у средини чела између обрва.

## Опис
Представља наводно део мозга који се медитацијом, јогом и другим духовним праксама може учинити снажнијим баш као што је случај са мишићима. У хиндуистичкој традицији означава подсвесни ум, директну везу са браманом. Док људске очи види физички свет, верује се да треће око открива увиде о будућности. За чакру трећег ока каже се да повезује људе са њиховом интуицијом, даје им могућност да комуницирају са светом или им помаже да примају поруке из прошлости и будућности.
Ађна чакра се повезује и са епифизом.

### Положај
Положај Ађна чакре у телу је у средини чела између обрва. Не представља део физичког тела, али се сматра делом пранског система. Положај га чини светим местом које Хиндуси обележавају црвенкастим биндијем како би исказали поштовање, означили брачни и друптвени статус, као и из уверења да тиме контролишу проток енергије у телу и нивое концентрације. 

### Матрике
На свакој од две латице је уписан по сугласник илити матрика деванагари писма које се изговарају као мантре. Гледано с лева на десно:
| Бр. | Матрика | Сугласник | Сугласник на санскритском | Опис                 | Реф.   |
| --- | ------- | --------- | ------------------------- | -------------------- | ------ |
| 1   | ханг    | ха        | ह                         | фрикативни сугласник | [ 11 ] |
| 2   | кшанг   | кша       | क्ष                        | сложени сугласник    | [ 11 ] |

## Праксе
Вежбе за Ађна чакру су: 
- Пракса дисања за разјашњење и решавање проблема
- Тратака - фокусирање на тачку или пламен свеће
- Асанас, Пранајамас, Мудрас који посебно раде на Аџна чакри
- Шамбави Мудра (Мудра господа Шиве)
- Брамари Пранајама
- Атма Чинтана и Манана

Постоје и посебне медитације за Ађна чакру.

## Алтернативни називи
- У Тантри: Ађита-Патра, Ађна-Пура, Ађна-Пури, Ађнамуђа, Ађнапанкађа, Бру-Мадја, Бру-Мадја-Чакра, Бру-Мадјага-Падма, Бру-Мандала, Бру-Мула, Бру-Сароруха, Двидала, Двидала-Камала, Двидаламбуђа, Двипатра, Ђнана-Падма, Нетра-Падма, Нетра-Патра, Шива-Падма и Тривени-Камала.
- У Ведама (касне Упанишаде): Баиндава-Стана, Бру чакра, Брујугамадјабила и Двидала.
- У Пуранама: Двидала и Трирасна.